# كينيث كولبي
كينيث كولبي (بالإنجليزية: Kenneth Colby)‏ هو طبيب نفسي أمريكي، ولد في 1920 في واتربوري في الولايات المتحدة، وتوفي في 2001.